# Kenny Garrett
Pour les articles homonymes, voir Garrett.
Kenny Garrett (à ne pas confondre avec Kenny G) est un saxophoniste de jazz né à Détroit dans le Michigan, le 9 octobre 1960. 

## Biographie
Son père est saxophoniste ténor dans un groupe amateur. La carrière de Kenny Garrett débute lorsqu'il rejoint le Duke Ellington Orchestra en 1978, dirigé par le fils de Duke, Mercer Ellington. Trois ans plus tard, il joue dans le Mel Lewis Orchestra (interprétant la musique de Thad Jones) et aussi dans le Dannie Richmond Quartet (travaillant plus particulièrement sur les compositions de Charles Mingus).
En 1984, il enregistre son premier album en tant que leader. Dès lors, il compose onze albums dont beaucoup ont été nommés aux Grammy Awards. Durant sa carrière, il a joué avec de nombreux musiciens comme Miles Davis, Art Blakey, Freddie Hubbard, Woody Shaw, McCoy Tyner, Pharoah Sanders, Brian Blade, Bobby Hutcherson, Ron Carter, Elvin Jones, Marcus Miller, Mulgrew Miller ou encore Robben Ford. 
La musique de Garrett contient parfois des influences asiatiques, un aspect que l'on retrouve tout particulièrement dans son album Beyond The Wall composé en 2006. 
À la fois lyrique et technique au cours de ses improvisations (dans la lignée de John Coltrane), il peut néanmoins, dans ses compositions, aller parfois vers une musique plus accessible. Sur le titre Happy people par exemple, qu'il reprend souvent dans ses concerts, où la pop funky, (un beat de rap, des chœurs très soul), tranche radicalement avec la gravité du versant mystique de l'auteur. Ce mysticisme atteint son apogée dans l'album Song book (1997, J. Watts à la batterie, Kenny Kirkland au piano, et N. Reeves à la basse).

## Discographie
- 1984 : Introducing Kenny Garrett
- 1988 : Garrett 5, Paddle Wheel
- 1989 : Prisoner of Love
- 1990 : African Exchange Student
- 1992 : Black Hope
- 1995 : Stars & Stripes Live
- 1995 : Triology
- 1996 : Pursuance: The Music of John Coltrane
- 1997 : Songbook
- 1999 : Simply Said
- 2002 : Happy People
- 2003 : Standard of Language
- 2006 : Beyond The Wall
- 2008 : Sketches of MD, Live at the Iridium
- 2012 : Seeds from the Underground
- 2013 : Pushing the World Away[1]
- 2016 : Do your dance
- 2021 Sounds From The Ancestors[2],[3]chez (en) w:Mack Avenue Records

### Avec Miles Davis
- 1989 : Amandla
- 1988-1990 : Live Around the World
- 1973-1991 : Highlights from the complete Miles Davis at Montreux
- 1973-1991 : The Complete Miles Davis at Montreux : volumes 12, 13, 16 et 17, Casino de Montreux, les 7 juillet 1988 et 20 juillet 1990
- 1991 : Miles and Quincy Live at Montreux
- 1992 : Dingo

### Avec Marcus Miller
- 1994 : Dreyfus Night in Paris, (Michel Petrucciani, Marcus Miller)
- 1998 : Live & More
- 2004 : Panther/Live